# Ikar (szybowiec)
Ikar – polski szybowiec amatorski, skonstruowany w dwudziestoleciu międzywojennym.

## Historia
Jan Czarnecki i Kazimierz Wroński w 1925 roku zaprojektowali szybowiec „Ikar” z myślą o jego wystawieniu w II Wszechpolskim Konkursie Szybowcowym. Z racji zatrudnienia w Wielkopolskiej Wytwórni Samolotów „Samolot” i dostępu do jej zasobów zdecydowali się na zastosowanie skrzydła z samolotu Hanriot H.28. Kolejowe Koło Ligi Obrony Powietrznej i Przeciwgazowej przy Dworcu Głównym w Poznaniu finansowało budowę szybowca, latem 1925 roku zlecono wykonanie budowy Kolejowemu Klubowi Szybowcowemu „Szybownia”. Pomimo wykorzystania gotowych elementów z H.28 nie zdołano jej ukończyć przed rozpoczęciem Konkursu.
Oblot szybowca nastąpił wiosną następnego roku, wykonano na nim kilka skoków. W konstrukcji wprowadzono zmiany, dodano podwozie kołowe. Miało to umożliwić start za samochodem. Do prób nie doszło, szybowiec został uszkodzony podczas transportu na lotnisko Ławica. Nie zdecydowano się na jego remont, został skasowany.

## Konstrukcja
Jednomiejscowy szybowiec konstrukcji drewnianej w układzie górnopłatu.
Kadłub o przekroju prostokątnym, kryty sklejką, na przodzie miał zamontowany hak startowy. Kabina pilota otwarta, osłonięta wiatrochronem. Płat dwudźwigarowy o obrysie prostokątnym, kryty w całości płótnem, wyposażony w Lotki. Usztywniony naciągami z drutu zamocowanymi do kadłuba i piramidki nad nim. Podwozie początkowo składało się z drewnianej płozy podkadłubowej, następnie zostało zamienione na trójpunktowe – główne dwukołowe z metalowa płozą ogonową. Usterzenie klasyczne, statecznik poziomy płytowy, powierzchnie sterowe kryte płótnem.

## Malowanie
Kadłub malowany na ciemny kolor z białym napisem „IKAR” z przodu. Skrzydła i stery w kolorze cellonu.